# Adoleta

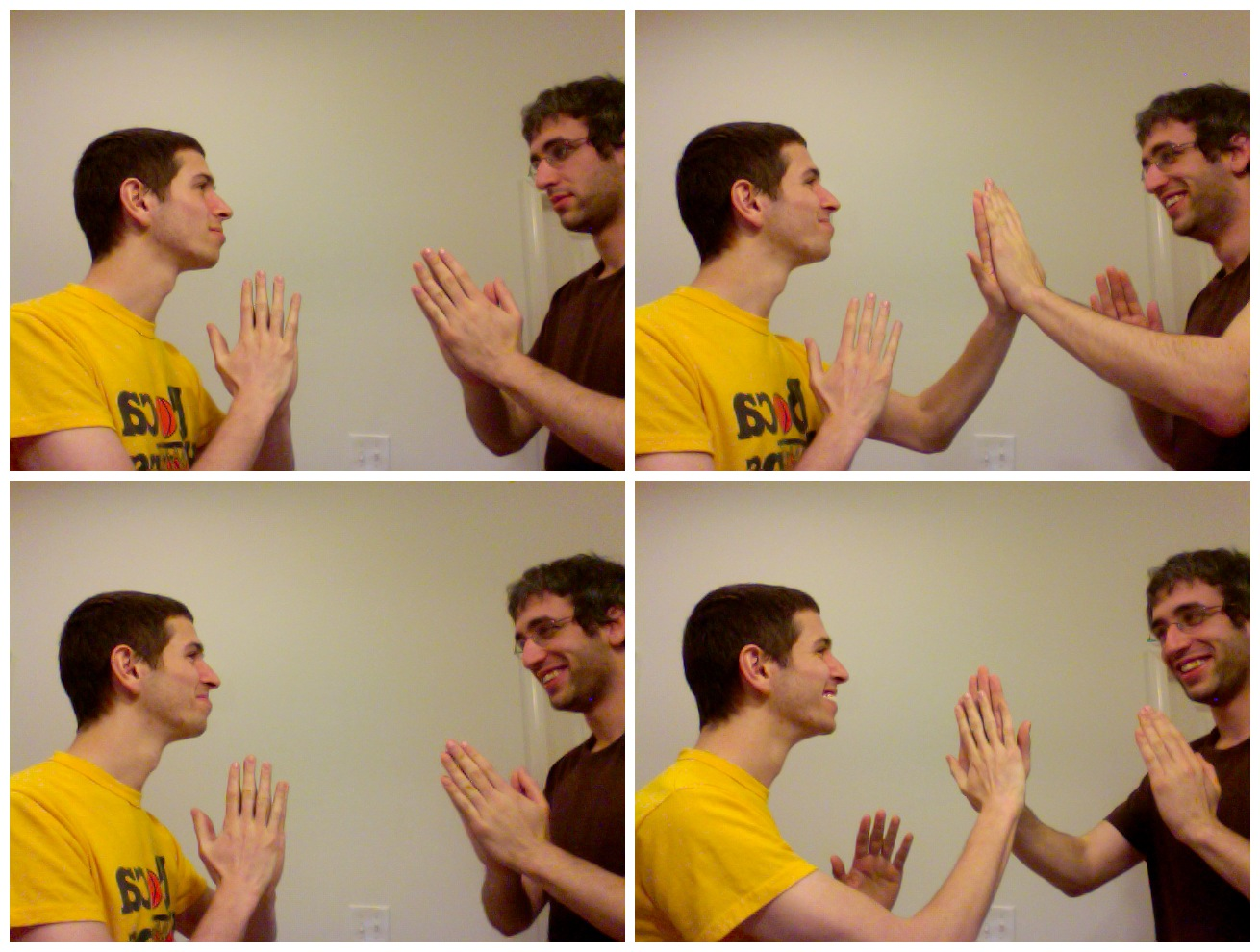
Demonstração da brincadeira

A adoleta (do francês "andouilette": "almôndega") é uma música infantil e brincadeira inicialmente francesa também chamada adotecá, ou umdolitá, é uma brincadeira infantil em roda, com dois ou vários participantes, onde cada um batem na mão do outro participante cantando a música "adoleta". 
Esta foi levada ao Brasil durante a imigração francesa, que sofreu modificações com o passar do tempo.

## No Brasil
No país a origem da brincadeira tem o contexto da imigração francesa no Brasil, oriunda das músicas infantis francesas. Na melodia da música percebe-se a pronúncia da palavra "lepeti", derivado do termo francês “le petit” ("o pequeno"). Mas muitas pessoas tinham dificuldades em pronunciar as palavras originais, a melodia foi se transformando com o "abrasileiramento" das palavras.

## Regras
Pode ser jogada em dupla ou em grupo:
- Em dupla: as duas pessoas colocam, uma de suas mãos sobre a mão do outro participante, batendo uma na outra enquanto canta a canção.
- Em grupo: faz-se uma roda, onde os participantes intercalam as mãos e colocam a mão direita sobre a esquerda do participante ao lado. Desloca-se a mão direita de forma a bater com a palma na mão direita do participante ao lado e assim por diante. Este movimento segue até o fim da silabação da música

O participante que receber o tapa na mão ao final da silabação da música, é eliminada e continua-se a brincadeira até chegar no último participante, que se torna o vencedor.

## Canção
A-do-le-tá;
Le peti peti polá;
Le café com chocolá;
A-do-le-tá;
Puxa o rabo do tatu;
Quem saiu foi tu!
Há outras variações da música pouco conhecidas, provavelmente modificadas hoje:
A-do-le-tá;
Le peti peti polá;
Le café com chocolá;
A-do-le-tá;
Puxa o rabo do tatu;
Quando quem saiu foi tu;
Puxa o rabo da cutia;
Quando sai a sua tia;
Quando um ganha o outro perde;
Não adianta disfarçar;
E tem que ficar ligado;
Quando a música parar!
A-do-le-tá;
Le peti peti polá;
Le café com chocolá;
Sa-bo-ne-te;
Cento e cinquenta com muito carinho;
Vai ter que me dar um pedacinho;
Baygon baygon;
Baygon com detefon;
Um dois três quatro cinco;
Seis sete oito nove dez;
Barra berra birra borra burra!
A-do-le-tá;
Le peti peti polá;
Le café com chocolá;
A-do-le-tá;
Puxa o rabo do tatu;
Quem saiu foi tu;
Puxa o rabo da pantera;
Quem saiu foi ela;
Tapa o furo do pneu;
Quem saiu fui eu!